# Alderney
Alderney (francouzsky: Aurigny, místním dialektem: Aoeur'gny) je ostrov, který je součástí Normanských ostrovů v Lamanšském průlivu a který spadá pod Guernsey. Zabírá plochu 7,8 km² a je 5 km dlouhý a 2,4 km široký. 
Ostrov Alderney je třetí největší ostrov z Normanských ostrovů (seřazeno dle rozlohy: Jersey, Guernsey, Alderney, Sark, Herm). Nachází se přibližně 15 km od Francie (La Hague v Normandii), 30 km od Guernsey a 100 km od jižního pobřeží Anglie. Leží nejseverněji z Normanských ostrovů a zároveň nejblíže k Francii a Velké Británii. Ostrov je od francouzské pevniny oddělen průlivem Alderney Race (francouzsky: Raz Blanchard), který je nebezpečný pro svůj silný a proměnlivý proud. Žije zde přibližně 2 400 obyvatel, kteří dříve hovořili místním normanským dialektem zvaným auregnais. Tento dialekt je dnes již považován za vymřelý.
Ostrov Alderney správně náleží k Rychtářství Guernsey (Bailiwick of Guernsey), které je dependencí britské koruny (British Crown Dependencies). To znamená, že Britská koruna má suverenitu nad těmito ostrovy, neboť patří britskému panovníkovi. Nejsou však považovány za součást Spojeného království. Britský parlament má ovšem právo vydávat zákony pro dependence a britská vláda spravuje jejich zahraniční vztahy a obranu.
Hlavním městem je St. Anne, historicky známé jako La Ville (nebo z angličtiny Town). Na hlavní ulici Victoria Street se nachází pošta, obchody, restaurace, hotely, banky atd. Další osídlené části se nazývají Braye, Crabby, Longis, Mannes, La Banquage and Newtown.

## Sport a volný čas
Nejpopulárnější je rybaření, golf a vodní sporty. Nachází se zde mnoho klubů Archivováno 6. 9. 2016 na Wayback Machine. a asociací pro sport a jiné volnočasové aktivity (např. Sailing Club, Golf Club, Flying Club, Amateur Boxing Club, Darts Club, Art Club, Animal Welfare, Women’s Institute atd.). 
Co se týče sportovního vyžití a vybavení ostrova, nacházejí se zde fotbalové, kriketové, tenisové a golfové hřiště, stolní tenis, půjčovnu kol, lekce aerobiku, jezdectví, windsurfing atd. Alderney je členem organizace International Island Games Association, která pořádá sportovní soutěž Ostrovní hry. 
Každé září zde Royal Aero Club pořádá letecké soutěže.